# George Artin
George Artin (em árabe: جورج أرتين تاجريان; Bagdá, 5 de novembro de 1941) é um ex-ciclista olímpico iraquiano. Artin representou sua nação nos Jogos Olímpicos de Verão de 1968, em Cidade do México.